# دير اللج
دير اللج دير قديم بناه النعمان بن المنذر أبو قابوس في أيام ملكه. وكان من أجمل أديرة الحيرة، ومن منازهها المقصودة.

## أقوال
وذكره جرير بقوله:
ويذكر البكري أن:(( النعمان بن المنذر يركب في كل أحد إليه وفي كل عيد ومعه أهل بيته خاصة من آل المنذر عليهم حلل الديباج المذهبة, وعلى رؤوسهم أكاليل الذهب, وفي أوساطهم الزنانير المفضضة بالجواهر, وبين أيديهم أعلام فوقها صلبان, وإذا قضوا صلاتهم انصرفوا إلى مستشرفة على النجف, فشرب النعمان وأصحابه فيه بقية يومه, وخلع ووهب وحمل ووصل)). وفي هذا الدير يقع قبر الجاثليق مار أبا الكبير.